# Dactylostylis serrata
Dactylostylis serrata is een pissebed uit de familie Janirellidae. De wetenschappelijke naam van de soort is voor het eerst geldig gepubliceerd in 1985 door Kensley & Heard.